# Vụ Ibiza

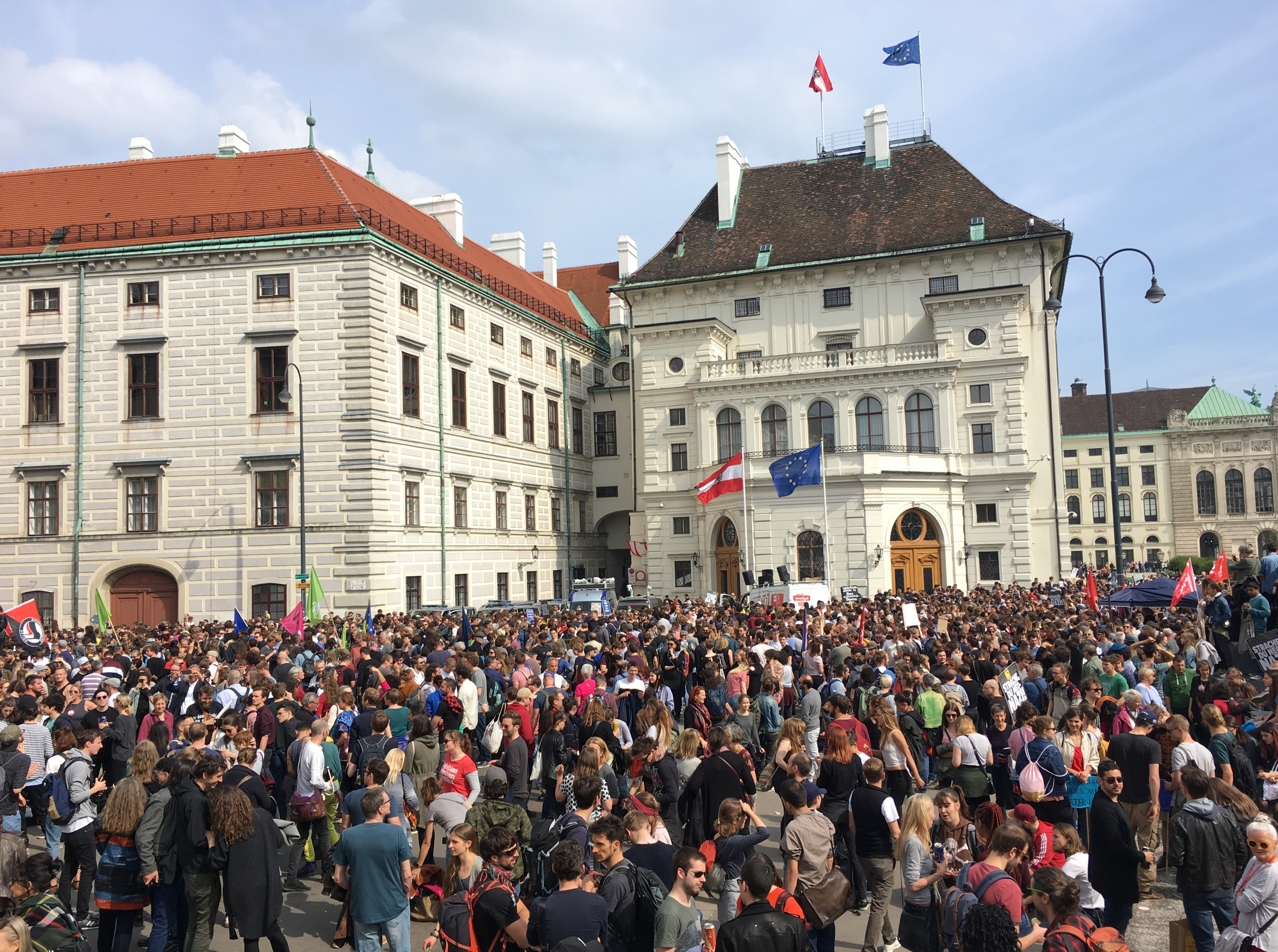
Một cuộc biểu tình trên Ballhausplatz vào ngày 18 tháng 5 năm 2019 yêu cầu một cuộc bầu cử sớm.

Vụ Ibiza (tiếng Đức: Ibiza-Affäre) là một vụ bê bối chính trị đang diễn ra ở Áo liên quan đến Heinz-Christian Strache - Phó Thủ tướng Áo đồng thời là người lãnh đạo Đảng Tự do (FPÖ) và Johann Gudenus - Bí thư Đảng đoàn Quốc hội FPÖ; và cả Đảng Tự do Áo và bối cảnh chính trị Áo nói chung.
Vụ bê bối được kích hoạt vào ngày 17 tháng 5 năm 2019. Một đoạn video được ghi hình bí mật về cuộc họp tháng 7 năm 2017 tại Ibiza, Tây Ban Nha bị tiết lộ, cho thấy dường như Strache và Gudenus khi đó còn là các chính trị gia đối lập đang thảo luận về các hành động và ý định ám muội của đảng mình. Trong video, cả hai chính trị gia đều tỏ ra dễ chấp nhận đề xuất của một người phụ nữ đóng giả là cháu gái của một đầu sỏ Nga, thảo luận về việc cung cấp tin tức tích cực của FP để đổi lấy hợp đồng kinh doanh. Strache và Gudenus cũng bóng gió về các hoạt động chính trị tham nhũng liên quan đến các nhà tài trợ giàu có khác cho FP ở châu Âu và các nơi khác. Video cũng tiết lộ ý định độc đoán của đảng nhằm đàn áp tự do báo chí ở Áo và thay thế nó bằng một phương tiện truyền thông tuân thủ, với mục đích biến báo lá cải phát hành lớn nhất của đất nước, Kronen Zeitung, thành một cơ quan ngôn luận của FPÖ.
Vụ bê bối gây ra sự sụp đổ của liên minh cầm quyền Áo đưa đến thông báo về một cuộc bầu cử sớm.

## Video
Vào ngày 17 tháng 5 năm 2019, Der Spiegel và Süddeutsche Zeitung tường thuật rằng vào năm 2017, Johann Gudenus, thành viên của đảng Tự do và Strache đã được đề nghị hỗ trợ bầu cử bởi một người phụ nữ đóng giả làm cháu gái của một tài phiệt Nga (Igor Makarov). Nguồn gốc của các cáo buộc là một video được ghi lại bí mật tại một biệt thự thuê ở đảo Ibiza vào tháng 7 năm 2017, rõ ràng cho thấy Strache đồng ý cung cấp hỗ trợ cho phụ nữ trong việc mua các hợp đồng kinh doanh ở Áo để đổi lấy hỗ trợ trong Bầu cử lập pháp Áo 2017 (bầu cử sớm). Năm người đã tham gia cuộc họp được quay trong băng video, theo các hãng tin Đức, họ đã kiểm tra cuốn băng này nhưng không phát hành bản ghi đầy đủ. Những người đó bao gồm Heinz-Christian Strache; một người phụ nữ nói rằng cô là cháu gái của một tài phiệt Nga; một thông dịch viên (công ty của người phụ nữ); một quan chức khác của Đảng Tự do, Johann Gudenus, người dường như đã thiết lập cuộc họp; và vợ Gudenus, Tajana. Những người có mặt nói chuyện bằng tiếng Anh, tiếng Đức và tiếng Nga.
Trong đoạn phim, theo Der Spiegel, Strache nói với nhà đầu tư giả định rằng ông đã đến thăm Nga nhiều lần và ông đã có các cuộc gặp gỡ với các cố vấn của tổng thống Nga Vladimir Putin với quan điểm để rèn luyện một  hợp tác chiến lược . Ông đồng ý với đề nghị của người phụ nữ rằng cô ấy có thể giúp đảng của mình trong cuộc bầu cử năm 2017 bằng cách mua tờ báo lá cải lưu thông đại chúng,  Kronen Zeitung ; Strache đề nghị thêm rằng cô ấy quyên góp tiền thông qua các hiệp hội đảng của họ để khó bị kiểm toán.
Trong cuộc trò chuyện trong đoạn phim, Strache nói rằng ông đã liên lạc với những người Israel phản đối chính trị cánh tả ở Israel và ông đã được mời đến Trung Quốc để thúc đẩy kinh doanh giữa Áo và Trung Quốc. Strache dường như đã nói rằng các công ty Glock Ges.mbH và Novomatic, và các nhà đầu tư Heidi Goëss-Horten và René Benko, đã quyên góp lớn cho cả FP và ÖVP bằng cách sử dụng phi lợi nhuận các hiệp hội, một cáo buộc mà tất cả đã phủ nhận.
Strache cũng nói rằng Hans Peter Haselsteiner, một cổ đông lớn của công ty xây dựng Strabag, sẽ không còn nhận được hoa hồng của chính phủ. Der Spiegel và Süddeutsche Zeitung báo cáo rằng họ không biết danh tính hoặc động cơ của người phụ nữ đã quay video và cung cấp cho họ.
Trong video, Strache được ghi lại cho biết anh muốn "xây dựng một cảnh quan truyền thông như Orbán['s] Hungary."

## Bối cảnh thiết lập Ibiza
Der Spiegel và Süddeutsche Zeitung, những báo đã thu thập và phân tích các phần của video (hơn sáu giờ), khẳng định rằng họ không biết danh tính và động cơ của những người làm video và cung cấp cho họ. Cuộc họp đã được thiết lập bởi Gudenus, người đã có một vài cuộc họp trước đó với người phụ nữ ở Vienna; Gudenus cũng cung cấp một số bản dịch trong cuộc họp khi ông nói tiếng Nga. Tại một số điểm của cuộc họp, Gudenus nói với Strache đáng ngờ:  Không, nó không phải là một cái bẫy .